# Rivolta telangana
La rivolta telangana (in IAST tělaṃgāṇā raitāṃga sāyudha pōrāţaṃ, "rivolta armata dei contadini telangana") fu una rivolta contadina contro i signori feudali dello stato indiano del Telangana, e successivamente dello stato principesco dell'India britannica dell'Hyderabad tra il 1946 ed il 1951.

## Storia
La rivolta ebbe inizio nel 1946 contro i signori feudali e si diffuse rapidamente nel distretto di Warangal e di Bidar raggiungendo circa 4 000 villaggi. I contadini ed i lavoratori si ribellarono contro i signori feudali (Jagir e Deshmukh) che governavano i loro villaggi noti come samsthan; questi ultimi erano governati principalmente da Reddy e Velama. Essi governavano sulle comunità dei villaggi e organizzavano la raccolta dei tributi e possedevano la maggior parte dei terreni. Il Nizam aveva scarso controllo su queste regioni tranne la capitale Hyderabad. Il leader della rivolta fu Chityala Ailamma che apparteneva alla casta dei Rajaka, si rivoltò contro il zamindar Ramachandra Reddy, a causa del tentativo di quest'ultimo di impossessarsi dei suoi 4 acri di terreno. Il suo gesto di ribellione ispirò molti altri contadini che si unirono alla sua lotta.
L'agitazione venne subito presa in carico dal Partito Comunista d'India si diffuse in oltre 3 000 villaggi e circa 10 000 acri di terreno vennero redistribuiti tra i contadini senza terra. Circa 4 000 contadini persero la vita nella lotta contro gli eserciti privati dei signori feudali. Successivamente la rivolta si trasformò in una lotta contro il Nizam Osman Ali Khan, Asif Jah VII, in favore della cancellazione di tutti i debiti dei contadini poveri contro i grandi proprietari terrieri.
Dopo il 1945 l'amministrazione statale di Hyderabad crollò ed il Nizam fu costretto a soccombere alle pressioni delle élite musulmane per la creazione del movimento dei Razakar. Nel contempo il Nizam fu costretto ad opporsi agli sforzi da parte del governo indiano di annettere lo stato di Hydebarad all'interno dell'Dominion dell'India; a tale scopo il governo indiano inviò il proprio esercito nel settembre 1948. Il Partito Comunista d'India aveva già istigato i contadini ad attività di guerriglia contro i Razakar e circa 3 000 villaggi finirono sotto il controllo del movimento di contadini. I proprietari terrieri vennero o scacciati o uccisi e le loro terre redistribuite. I contadini istituirono nei villaggi delle comuni sul modello dei mir sovietici e queste comunità regionali vennero poi organizzate in un livello più centralizzato. La rivolta venne poi capitanata dal Partito Comunista d'India sotto l'insegna del movimento Andhra Mahasabha. Il leader della rivolta divenne allora Ravi Narayana Reddy, fondatore del Partito Comunista d'India, insieme a Puchalapalli Sundarayya. Tuttavia la fase violenta del movimento ebbe fine nel 1951 quando le ultime squadre di guerriglia vennero sciolte.